# 604

## Nașteri
- 27 iulie: Fatimah  (d. 632)

## Decese
- 12 martie: Grigore I cel Mare, 63 ani, papă al Romei (n.c. 540)
- 26 mai: Augustin, primul episcop de Canterbury și primul primat al Kentului (n. ?)